# Ellen Ekman

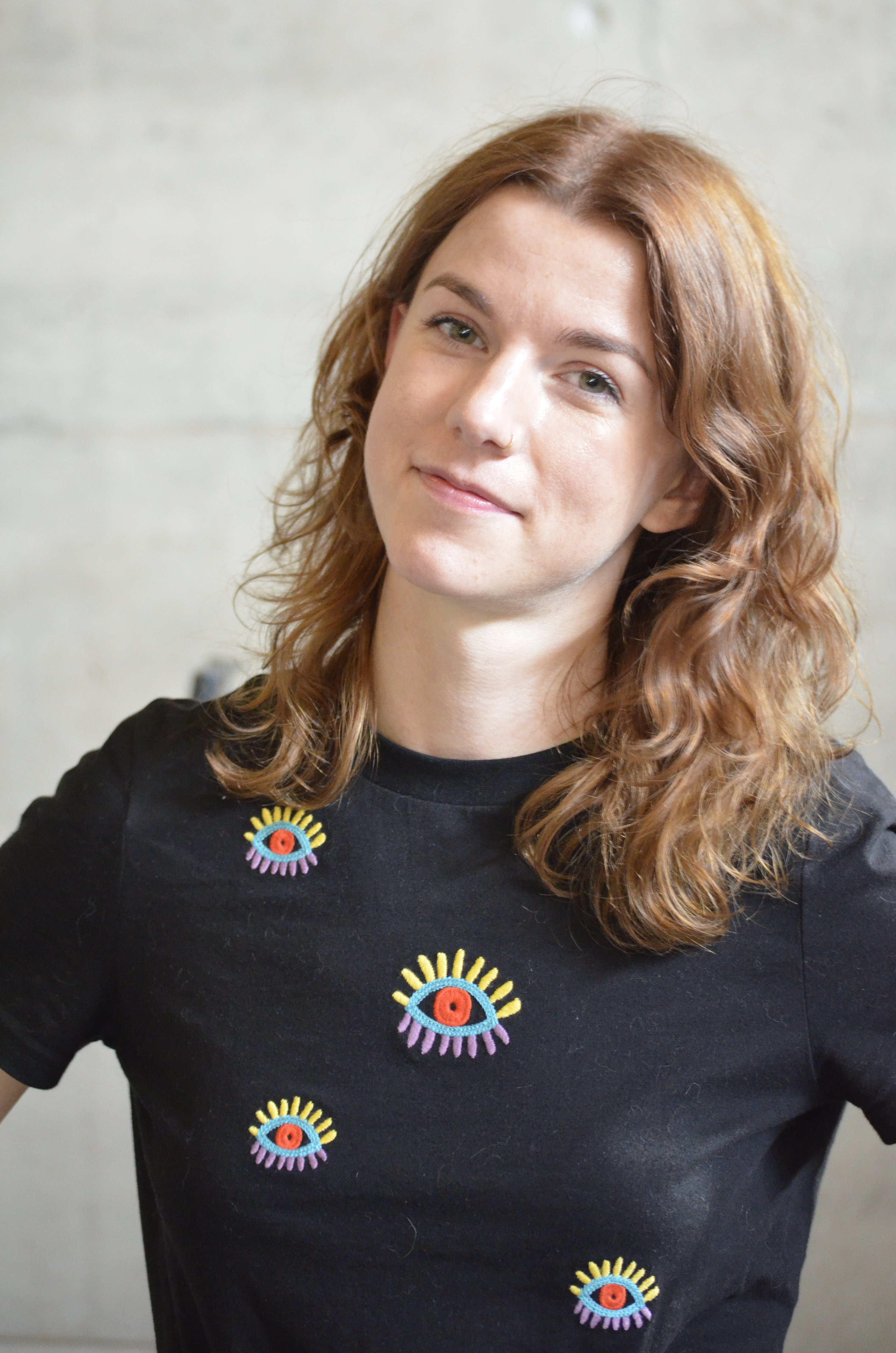
2017

Ellen Inger Maria Karnstedt Ekman (20. Februar 1986 in Stockholm) ist eine schwedische Illustratorin und Cartoonistin. Ihre Serie Lilla Berlin (deutsch: Kleines Berlin) wurde seit 2013 täglich in der Zeitung Metro und ab 2020 in Dagens Nyheter veröffentlicht.

## Biographie
Ellen Ekman wurde im Stockholmer Stadtteil Svedmyra geboren und wuchs in Stockholm auf, wo sie vorbereitende Kunstschulen besuchte und ein Universitätsstudium in Kunstgeschichte begann. Im Jahr 2011 unterbrach sie dieses Studium und zog nach Malmö, um an der School of Cartooning zu studieren. Ekman sagt, sie sei von feministischen Cartoonistinnen wie Liv Strömquist, Nanna Johansson und Sara Hansson inspiriert. Zu weiteren Inspiratoren zählen Martin Kellerman und Lina Neidestam, die Comics im gleichen Format kreieren.

## Lilla Berlin
Lilla Berlin wurde 2011 von Sydsvenska Dagbladet als Gastcomic ausgewählt, eine Auszeichnung, die die Zeitung jedes Jahr an drei Studenten des Seriencenters vergibt. Damals hieß der Comic Möllan Deluxe. Seit Januar 2013 läuft er als täglicher Comic in Metro, eine kostenlose Tageszeitung, und der Comic wurde unter anderem auch im Rocky Magazine veröffentlicht. Im Januar 2014 veröffentlichte der Kolik Verlag eine erste Sammlung des Comics. Nach der Einstellung von Metro wurde die Publikation im Januar 2020 von Dagens Nyheter übernommen. Der Comic ist im quadratischen Format gezeichnet, wobei die vier Bilder in zwei Reihen angeordnet sind.
Die Serie ist eine humorvolle Darstellung der Großstadt-Hipster-Kultur. Sie beschreibt eine Gruppe von Großstadtmenschen und was in ihren Alltagsleben geschieht. Ursprünglich vor allem von Malmö inspiriert, entwickelte sich die Serie später zu einer Mischung aus dem Milieu verschiedener schwedischer Großstädte. Die Serie ist inspiriert von dem, was Ekman selbst und Menschen in ihrem Alter tun, und sie sagt, sie habe eine andere Perspektive auf Stockholm gewonnen, als sie wegzog. Es handelt sich jedoch nicht um eine autobiografische Serie.

## Illustratorin von Kinderbüchern
Ekman illustrierte mehrere Kinderbücher in Zusammenarbeit mit Elin Johansson, Charlotta Lannebo und Susanne Trydal und schrieb auch eigene Kinderbücher über Idde und den Hai (Original: Ibbe och Hajen) und Idde und die verlorene Katze (Ibbe och den bortsprungna kantten). Außerdem illustrierte sie Märchen von Lennart Hellsing, unter anderem zur Feier seines 100. Geburtstages.

## Politisches Engagement
Vor der Reichstagswahl 2014 reiste Gudrun Schyman im Namen der Feministischen Initiative, einer schwedischen Partei, umher und hielt Vorträge über Feminismus und die Geschichte des Feminismus. Die Vorträge fanden bei engagierten Parteimitgliedern und eingeladenen Freunden zu Hause statt. Sie wurden als „Homeparties“ bekannt, und Ellen Ekman produzierte das Buch Homeparty med Gudrun (deutsch: Hausfeier mit Gudrun), das die Vorträge und Treffen in Comicform illustrierte.
2023 wurde der Kurzfilm Doris och Bettan - Marbella mayhem uraufgeführt, bei dem Ekman Drehbuch und Regie führte.

## Werke

### Lilla Berlin
- 2014 – Lilla Berlin: So last year (deutsch: Also letztes Jahr). Kolik[14]
- 2014 – Lilla Berlin. Del två: Mina vänner (deutsch: Meine Freunde). Kolik[15]
- 2015 – Ellen Ekmans Lilla Berlin 3: Leva life (deutsch: Das Leben leben). Kolik
- 2016 – Ellen Ekmans Lilla Berlin 4: Cute overload. (deutsch: Niedlichkeitsüberflutung). Kolik[16]
- 2016 – Ellen Ekmans Lilla Berlin 5: Netflix och chill (deutsch: Netflix und chillen). Kolik[17]
- 2023 – Ellen Ekman Galagokalendern 2024. Året runt med Lilla Berlin (deutsch: Das ganze Jahr über mit kleines Berlin). Ordfronts Verlag.[18]
- 2023 - 10 år med Lilla Berlin (deutsch: 10 jahre mit kleines Berlin) Galago.[19]

### Kinderbücher mit Elin Johansson
- 2016 – Veckan före barnbidraget. (deutsch: Die Woche vor dem Kindergeld) Rabén & Sjögren[20]
- 2018 – Hemma hela sommaren. (deutsch: Den ganzen Sommer Zuhause) Rabén & Sjögren[21]

### Kinderbücher mit Charlotta Lannebo
- 2017 – Olle & Bolle är bröder. (deutsch: Olle & Bolle sind Brüder) Stockholm: Rabén & Sjögren.[22]
- 2018 – Olle & Bolle handlar. (deutsch: Olle & Bolle gehen einkaufen) Stockholm: Rabén & Sjögren.[23]
- 2020 – Olle & Bolle på museum. (deutsch: Olle & Bolle im Museum) Stockholm: Rabén & Sjögren.[24]

### Kinderbücher mit Susanne Trydal
- 2021 – Se upp, Stella!. (deutsch: Achtung, Stella!) Rabén & Sjögren.[25]

### Eigene Kinderbücher
- 2019 − Idde och Hajen. (deutsch: Ibbe und der Haj) Stockholm: Rabén & Sjögren[26]
- 2021 - Idde och den bortsprungna katten. (deutsch: Ibbe und die verlorene Katze) Rabén & Sjögren[27]

### Sonstiges
- 2017 − Homeparty med Gudrun. (deutsch: Heimfeier mit Gudrun)[12]

## Auszeichnungen
- 2013 - Stora Ponduspriset[28]
- 2016 - Adamsonstatyetten 2016[29]
- 2016 - Albert Engströms ungdomspris[30]
- 2020 - Nominiert für die Elsa Beskow-Plankette[31]